# Zuidland (Schouwen)

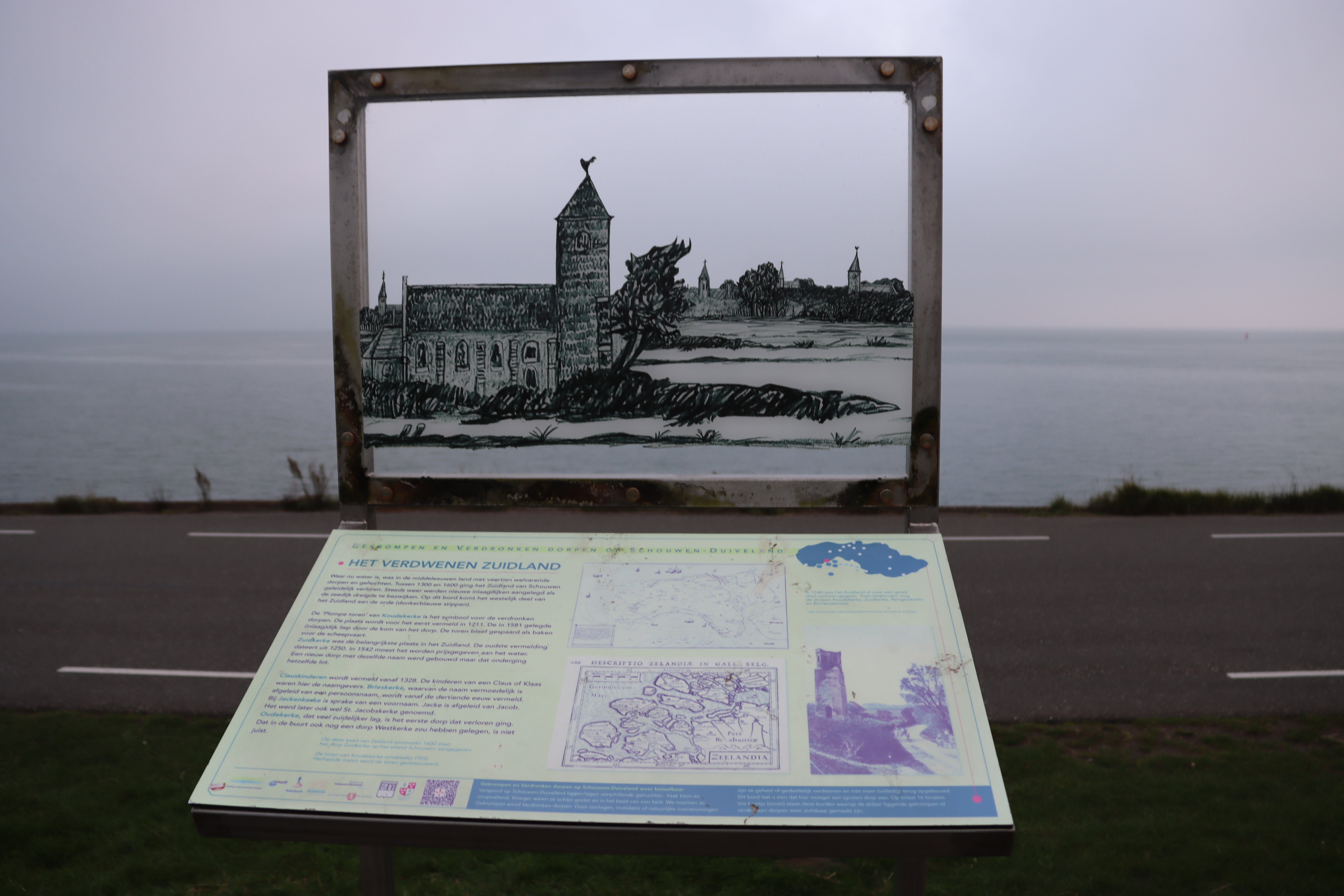
Verdwenen Zuidland in de Oosterschelde

Het Zuidland is een verdronken gebied in het zuiden van het voormalig eiland Schouwen, tegenwoordig grotendeels gelegen in de Oosterschelde bij Schouwen-Duiveland in de Nederlandse provincie Zeeland.

## Geschiedenis
De zeedijk in het zuiden van Schouwen lag aanvankelijk een viertal kilometer zuidelijker, ter hoogte van de huidige Roggenplaat in de Oosterschelde. Tussen 1300 en 1700 schoof deze kustlijn echter geleidelijk op in noordelijke richting. Voor 1400 was al zo'n 875 ha verloren gegaan, in de 15e eeuw nog eens 600 ha en in de 16e eeuw 1600 ha, tot in totaal zo'n 3000 ha land was verdwenen.
In de middeleeuwen was het Zuidland een van de "zesdedelen" (bestuurlijke gebieden) van het eiland Schouwen. 
In het westen bevonden zich de dorpen Clauskinderen (eigenlijk behorend aan het zesdedeel van Burgh) en Koudekerke. Van Koudekerke bleef de voormalige kerktoren bewaard, nu gekend als de Plompe Toren. Iets oostwaarts lagen de dorpen Zuidkerke, Brieskerke, Jackenkerke (of Sint-Jacobskerke) en Oudekerke.
Verder ten oosten, centraal in het gebied, bevonden zich de dorpen Rengerskerke en Simonskerke, en de gehuchten Lookshaven en Serooshaven.
In het oosten, eigenlijk behorend tot het Poortambacht van Zierikzee, lagen het dorp Borrendamme en de gehuchten Hoog Weldamme, Laag Weldamme en Rodee.
Al deze plaatsen gingen tegen 1700 verloren.
De naam Zuidland bleef nog bestaan in de naam van de gemeente Rengerskerke en Zuidland die bestond tot 1813 en toen opging in Kerkwerve.